# Partido Republicano del Trabajo y la Justicia
El Partido Republicano del Trabajo y la Justicia (en bielorruso: Рэспубліканская партыя працы і справядлівасьці; en ruso: Республиканская партия труда и справедливости; RPTS) es un partido político bielorruso de ideología socialdemócrata, creado en 1993. Su presidente desde 2022 es Aleksandr Jizhniak. El partido apoya al Gobierno del presidente Alexander Lukashenko.
En las elecciones parlamentarias bielorrusas de 1995, el partido obtuvo 1 de 198 escaños. En las elecciones legislativas de 2000, ganó 2 de 110 escaños en la Cámara de Representantes. Las siguientes elecciones en 2004 y 2008 no significaron un éxito para el partido; sin embargo en los comicios de 2012 ganó un escaño. En las elecciones parlamentarias celebradas en 2016 obtuvo tres escaños. A su vez, en las elecciones parlamentarias de 2019 aumentó su representación a seis escaños.
Como resultado de las elecciones a los Consejos de Diputados locales realizados en 2014, el partido obtuvo a nivel nacional un total de 36 escaños. Dos miembros del partido son miembros del Consejo de Diputados de la ciudad de Minsk.
Los objetivos clave de la formación incluyen el desarrollo de la Unión de Rusia y Bielorrusia y la Unión Económica Euroasiática.

## Historial electoral

### Elecciones parlamentarias
| Año  | Votos   | %    | Escaños | Nota         |
| ---- | ------- | ---- | ------- | ------------ |
| 1995 | -       | -    | 1/110   | Sin alianzas |
| 2000 | -       | -    | 2/110   | Sin alianzas |
| 2004 | -       | -    | 0/110   | Sin alianzas |
| 2008 | 22,763  | 0,42 | 0/110   | Sin alianzas |
| 2012 | 79,078  | 1,51 | 1/110   | Sin alianzas |
| 2016 | 147,378 | 2,87 | 3/110   | Sin alianzas |
| 2019 | 355,971 | 6,75 | 6/110   | Sin alianzas |
| 2024 |         |      | 8/110   | Sin alianzas |